# Machtbalance
Machtbalance bezeichnet das Stärke- und Abhängigkeitsverhältnis innerhalb einer sozialen Beziehung bzw. einem Beziehungsgeflecht im Sinne einer wechselseitigen Ausbalancierung von Gewichten. Während in der Umgangssprache damit meist nur symmetrische Stärke- und Abhängigkeitsverhältnisse beschrieben werden, bezeichnet der sozialwissenschaftliche Fachbegriff damit auch asymmetrische Stärke- und Abhängigkeitsverhältnisse. Im Gegensatz zum statischen Begriff „Macht“ weist der Begriff der Machtbalance darauf hin, dass Stärke- und Abhängigkeitsverhältnisse in Beziehungen nie statisch sind, sondern immer mehr oder weniger dynamisch und damit veränderlich.

## Wortherkunft
Der Begriff der Machtbalance (von Macht und Balance) verweist auf das Messinstrument einer zweischaligen Waage (von lateinisch bi- „zwei“ und lateinisch lanx „(Waag)Schale“).

## Umgangssprache
Im Englischen wird der Begriff power balance seit langem genutzt, um das Stärkeverhältnis zwischen Staaten zu beschreiben (nachweisbar ab 1700). Der Begriff ist im Englischen auch umgangssprachlich verbreitet und wird in praktisch allen sozialen Beziehungskontexten verwendet – Politik, Wirtschaft, Kultur, Familie, Verbände, Religion, Verwaltung etc.
Im Deutschen ist der Begriff Machtbalance in der Alltagssprache zwar verständlich, wird jedoch weniger verwendet als im Englischen. Dabei wird Balance meist statisch als Gleichgewicht und Stabilität einer inneren Ruhe aufgefasst sowie Dysbalance als deren Gegenteil.

## Soziologischer Fachbegriff
Als wissenschaftlicher Terminus wurde der Begriff Machtbalance durch Norbert Elias geprägt und wird heute in vielen Sozialwissenschaften genutzt, um Stärke- und Abhängigkeitsverhältnisse zu analysieren.

### Prägung als Fachbegriff
Norbert Elias machte den Begriff Machtbalance zu einem zentralen gedanklichen Werkzeug seines Ansatzes, der Prozesssoziologie. Aus prozesssoziologischer Sicht ist die Erklärung der eigendynamischen Veränderungen von sozialen Beziehungsgeflechten in kurz- und langfristigen Wandlungsprozessen nur auf der Basis eines dynamischen und relationalen Machtverständnisses möglich.
Machtbalance bezeichnet das Stärkeverhältnis in einer Figuration (Beziehungs- bzw. Interdependenzgeflecht), das aufgrund der wechselseitigen Abhängigkeiten stets kurz- und langfristigen Beziehungsdynamiken unterliegt und deshalb immer mehr oder weniger labil ist.
Das Funktionsprinzip sich dynamisch verändernder Machtbalancen beschrieb Elias erstmals in seiner 1933 eingereichten Habilitationsschrift am Beispiel der höfischen Gesellschaft. Sie gilt als Vorstudie zu seinem Werk „Über den Prozeß der Zivilisation“, in dem der Begriff jedoch noch nicht explizit verwendet wird. Erst in der Wiederauflage seiner Habilitationsschrift von 1969 wird der Begriff vereinzelt genutzt. Später entwickelt Elias ihn zu einem zentralen begrifflichen Werkzeug.

### Funktionsprinzip
Der zentrale Motor von Beziehungsgeflechten mit ihren Machtdynamiken ist ihre eigendynamische Verflechtung durch zunehmende funktionale Abhängigkeiten. Diese entstehen in langfristigen sozialen Prozessen durch Differenzierung und Integration von Funktionen (wie bspw. Arbeitsteilung, Bildung von Institutionen etc.).
Das Ringen um die Erfüllung von Funktionen bzw. Bedürfnissen der Beziehungspartner lässt Spannungen (und ggfs. Konflikte) innerhalb von sozialen Beziehungen entstehen. Inwieweit die Bedürfnisse eines Beziehungspartners erfüllt werden, hängt von seiner Beziehungsstärke bzw. Machtchancen ab. Alles was ein anderer braucht, kann dabei zur Machtressource werden (Geld, Bestätigung, Liebe etc.). Je stärker die Position eines Beziehungspartners innerhalb eines Beziehungsgeflechts ist, desto größer ist seine „Chance, die Selbststeuerung anderer Menschen zu beeinflussen und das Schicksal anderer Menschen zu entscheiden.“ Zwischen Menschen kommt es also stets zu unterschiedlich austarierten Verhältnissen der Funktionserfüllung.

Seine „soziologische Theorie der Machtbalancen“ beschrieb Elias so:
„Grob gesagt, die Machtchancen einer Spezialistengruppe hängen aufs engste mit der Dringlichkeit der sozialen Bedürfnisse zusammen, deren Befriedigung die soziale Funktion der betreffenden Spezialistengruppe ist. Genauer gesagt, sie hängen mit der Relation zwischen dem Ausmaß der Angewiesenheit einer Gruppe sozialer Funktionsträger auf andere und dem Ausmaß der Angewiesenheit von anderen auf dieser Gruppe von Funktionsträgern zusammen. Diese Balance der Angewiesenheit der funktionsteiligen Gruppen einer Staatsgesellschaft aufeinander, die ihrer Abhängigkeiten voneinander, wandelt sich im Laufe der Menschheitsenwicklung in charakteristischer Weise. Es ist dieser Strukturwandel der Abhängigkeitsbalancen, der sich in dem des Sozialcharakters der jeweiligen Hauptestablishments widerspiegelt.“

### Hintergrund der Begriffsprägung
Elias beschrieb Macht als Aspekt jeder menschlichen Beziehung, doch den einfachen Begriff Macht hielt er aufgrund der darin eingelagerten, unbewussten Konnotationen, Implikationen, Idealisierungen und Wertungen zur wissenschaftlichen Analyse für ungeeignet. Er bemängelte am Machtbegriff insbesondere, dass seine Konnotationen statisch und verdinglichend wirken. Die offene, tatsachenbezogene Erörterung der Allgegenwart von Machtaspekten sah Elias als ein tief verwurzeltes Tabu, dessen Bruch Menschen unangenehm und peinlich ist, weshalb Machtphänomene verschleiert würden.
Aufgrund der Missverständlichkeit des Machtbegriffs zog Elias den Begriff der Machtbalance vor, um verdinglichende Implikationen (‚Macht besitzen‘) und unbewusst-emotionale Wertungen zu reduzieren sowie die Labilität von Beziehungsstärke zu verdeutlichen. Zur näheren Beschreibung von Machtphänomenen, -prozessen und -dynamiken entwickelt er u. a. die Theorie von Etablierten-Außenseiter-Beziehungen, die Theorie der Ausbildung von Zentralpositionen (genannt Königsmechanismus), die Symboltheorie, theoretische Ansätze der Wissens- und Wissenschaftssoziologie und die Theorie vom Zusammenhang von Psychogenese und Soziogenese im Prozess der Zivilisation. Elias’ gesamte Prozesssoziologie ist insofern eine „Theorie der Machtbeziehungen“.

Wie allgegenwärtig Machtaspekte in jeder Beziehung sind, beschrieb Elias in folgendem vielzitierten Absatz:
„Man vergegenwärtige sich, dass auch das Baby vom ersten Tage seines Lebens an Macht über die Eltern hat und nicht nur die Eltern über das Baby – es hat Macht über sie, solange es für sie in irgendeinem Sinne einen Wert besitzt. Wenn das nicht der Fall ist, verliert es die Macht – die Eltern können ihr Kind aussetzen, wenn es zu viel schreit. Das gleiche lässt sich von der Beziehung eines Herrn zu einem Sklaven sagen: Nicht nur der Herr hat über den Sklaven Macht, sondern auch – je nach seiner Funktion für ihn – der Sklave über den Herrn. Im Falle der Beziehung zwischen Eltern und Kleinkind, zwischen Herrn und Sklaven sind die Machtgewichte sehr ungleich verteilt. Aber ob Machtdifferenziale groß oder klein sind, Machtbalancen sind überall da vorhanden, wo eine funktionale Interdependenz zwischen Menschen besteht.“

### Interdisziplinäre Verwendung
In vielen sozialwissenschaftlichen Disziplinen wird Machtbalance heute als prozesssoziologischer Fachbegriff zur wissenschaftlichen Analyse von Stärke- und Abhängigkeitsverhältnissen in Beziehungsgeflechten genutzt.
Beispiele:
- Uta Klein: Die Machtbalance zwischen Aschkenasen und Sepharden in Israel. Eine rekonstruktive Prozessanalyse anhand des Etablierten-Außenseiter-Modells von Norbert Elias, in: Dietrich Thränhardt (Hrsg.): Einwanderer-Netzwerke und ihre Integrationsqualität in Deutschland und Israel. Münster 2000, S. 53–82.
- Jan-Peter Kunze: Das Geschlechterverhältnis als Machtprozess: die Machtbalance der Geschlechter in Westdeutschland seit 1945. Wiesbaden 2005.
- Monika Mochtarova: Verschiebung der Machtbalancen und die indonesische Haltung zum Westen: das Beispiel der Literaturzeitschrift „Horison“ als Spiegelbild der Gesellschaft (1966–1996); ein Beitrag zum europäisch-islamischen Dialog und zur Etablierten- und Außenseitertheorie von Norbert Elias. Rangendingen 2011.
- Klaus Wolf: Machtprozesse in der Heimerziehung. Eine qualitative Studie über ein Setting klassischer Heimerziehung. Münster 1999.
- Karina Becker: Macht und Gesundheit. Der informelle Handel um die Vernutzung von Arbeitskraft, in: Berliner Journal für Soziologie, Juli 2015, Vol 25, S. 161–185.